# Adrian Schiller
Pour les articles homonymes, voir Schiller.
Adrian Schiller est un acteur britannique né le 21 février 1964 à Londres (Angleterre) et mort le 3 avril 2024.

## Filmographie

### Cinéma
- 2008 : Par-delà le bien et le mal (Good) : Joseph Goebbels
- 2009 : Bright Star : M. Taylor
- 2010 : Petits Meurtres à l'anglaise : Forger
- 2010 : Brighton Rock : le régisseur
- 2014 : Son of God : Caïphe
- 2014 : Les Jardins du roi : Jean Risse
- 2015 : Residue : Pierce
- 2015 : Les Suffragettes : David Lloyd George
- 2015 : Danish Girl : Rasmussen
- 2015 : The Secret Agent : M. Verloc
- 2015 : Remainder : Dr Trevellian
- 2015 : Docteur Frankenstein : Dr Clive
- 2016 : A Cure for Life : le député directeur
- 2017 : La Belle et la Bête : Monsieur D'Arque
- 2017 : Ashes in the Snow : l'homme qui souffle sur sa montre
- 2018 : Le Jour de mon retour (The Mercy) : Elliot
- 2019 : Tolkien de Dome Karukoski : le maître anglais
- 2025 : Red Sonja de M. J. Bassett

### Télévision
- 1992 : Suspect numéro 1 : Gold (1 épisode)
- 1993 : Prime Suspect 3 : Gold (1 épisode)
- 1995-2009 : The Bill : Nick McCann et Michael Downes (2 épisodes)
- 1996 : Bugs : Travis (1 épisode)
- 1996-2007 : Affaires non classées : Peter Colvin et Colin Trafford (3 épisodes)
- 1999 : RKO 281 : La Bataille de Citizen Kane : Paul Stewart
- 2000 : Inspecteur Frost : le solliciteur (1 épisode)
- 2001 : Ma tribu : M. Lennox (1 épisode)
- 2002 : Judge John Deed : Dominic Collins (1 épisode)
- 2007 : The IT Crowd : le juge (1 épisode)
- 2007 : Les Flingueuses : Dr Lunt (1 épisode)
- 2008 : The Devil's Whore : John Thurloe (2 épisodes)
- 2009 : Ashes to Ashes : l'avocat de Ralph (1 épisode)
- 2010 : Being Human : La Confrérie de l'étrange : Hennessey (3 épisodes)
- 2010 : Timbré : M. Gryle (2 épisodes)
- 2010 : Flics toujours : John Davies (1 épisode)
- 2011 : Zen : Giuseppe Bini (2 épisodes)
- 2011 : Silk : Noah Zeigler (3 épisodes)
- 2011 : Doctor Who : l'oncle (1 épisode)
- 2012 : Holby City : Colin Jenner (1 épisode)
- 2012 : The Hollow Crown : Lord Willoughby (1 épisode)
- 2013 : La Bible : Caïphe (4 épisodes)
- 2014 : The Musketeers : Gontard (1 épisode)
- 2014 : Les Enquêtes de Morse : Charles Highbank (1 épisode)
- 2015 : Spotless : Sam (1 épisode)
- 2016-2019 : Victoria : Penge (25 épisodes)

## Jeu vidéo
- 2009 : Indiana Jones and the Staff of Kings : Magnus Völler
- 2010 : Castlevania: Lords of Shadow : Vincent Dorin et le Nécromancien (1 épisode)
- 2010 : Fable III
- 2010 : GoldenEye 007 : voix additionnelles
- 2012 : Assassin's Creed III : voix additionnelles
- 2013 : Castlevania: Lords of Shadow - Mirror of Fate : le Nécromancien et le Sorcier
- 2013 : Assassin's Creed IV: Black Flag : voix additionnelles
- 2014 : Assassin's Creed Unity : voix additionnelles